# Casa de les Doctores
La Casa de les Doctores és una obra amb elements renaixentistes d'Alfés (Segrià) protegida com a Bé Cultural d'Interès Local.

## Descripció
Edifici en cantonera de planta baixa, pis i golfes. La part més interessant és la façana, amb una porta i un balcó amb composicions florals, típiques de l'estil plateresc. El voladís del balcó, fet al 1930, trenca la unitat de la façana, a més de trobar-se en mal estat de conservació.
En la part frontal hi ha una porta amb dovelles de mig punt. Hi ha també un finestral renaixentista.

## Història
Aquesta casa és un record del lligam d'Alfés amb els canonges de Lleida, els quals en feren la repoblació.